# Малтепе (Стамбул)
Малтепе (тур. Maltepe) — район провинции Стамбул (Турция).

## История
Долгое время Малтепе был всего лишь местом, где на морском побережье размещались загородные дома стамбульцев. Развитие района началось лишь в 1970-х годах, когда европейская и азиатская части Стамбула были соединены мостом через Босфор. Район сильно пострадал во время землетрясения 1999 года.